# Capsala thynni
Capsala thynni är en plattmaskart. Capsala thynni ingår i släktet Capsala och familjen Capsalidae. Inga underarter finns listade i Catalogue of Life.